# Федосеевка (Орловская область)
Федосеевка — деревня в Болховском районе Орловской области. Входит в состав Новосинецкого сельского поселения. Население — 7 чел. (2010).

## География
Деревня находится в северной части области, в лесостепной зоне, в пределах центральной части Среднерусской возвышенности. Расположена на берегу реки Снытка рядом с деревней Знаменское.
Уличная сеть представлена одним объектом: Придорожная улица.
Географическое положение: в 14 километрах к югу от районного центра — города Болхов, в 39 километрах к северу от областного центра — города Орёл и в 291 километре от столицы — Москвы.
Часовой пояс
Деревня Федосеевка, как и вся Орловская область, находится в часовой зоне МСК (московское время). Смещение применяемого времени относительно UTC составляет +3:00.
Климат близок к умеренно-холодному, количество осадков является значительным, с осадками даже в засушливый месяц. Среднегодовая норма осадков — 627 мм. Среднегодовая температура воздуха в Болховском районе — 5,1 °C.

## Население
Проживают (на 2017—2018 гг.) 5 жителей, 1 чел. — от 18 до 30 лет, 1 чел. — от 50 до 60 лет и 3 чел. — старше 60 лет.
| 2010 |
| ---- |
| 7    |

Гендерный состав
По данным Всероссийской переписи населения 2010 года в гендерной структуре населения мужчины составляют 57,1 % (4 чел.), женщины — 42,9 % (3 чел.).

## Транспорт
Подъездная дорога от автодороги Р92 (Орёл — Болхов — Калуга).